# عنبرلو (پارس‌آباد)
عنبرلو یک منطقهٔ مسکونی در ایران است که در دهستان تازه‌کند واقع شده‌است. براساس سرشماری مرکز آمار ایران در سال ۱۳۹۵، عنبرلو ۲۱ نفر جمعیت دارد.